# Дина: Други део
Дина: Други део (енгл. Dune: Part Two) амерички је епско-научнофантастични филм из 2024. Режију потписује Дени Вилнев, који је и написао сценарио заједно са Џоном Спејтсом. Наставак је филма Дина (2021) и други део дводелне адаптације романа Дина из 1965. Френка Херберта. Прати Пола Атреида који се придружује Слободњацима на пустињској планети Аракис који води рат против династије Харконен. Ансамблску поделу улога предводе Тимоти Шаламе, Зендеја, Ребека Фергусон, Џош Бролин, Остин Батлер, Флоренс Пју, Дејв Батиста, Кристофер Вокен, Леа Седу, Стелан Скарсгорд, Шарлот Ремплинг и Хавијер Бардем.
Развој филма је почео након што је Legendary Entertainment током 2016. добио филмска и телевизијска права за франшизу Дина. Вилнев се придружио као редитељ наредне године, са намером да направи дводелну адаптацију романа због његове сложености. Продукцијски уговори су били обезбеђени само за први филм, док је судбина другог филма зависила од успеха првог. Након успеха првог филма Legendary је током 2021. дао зелено светло за продукцију његовог наставка. Снимање се одвијало између јула и децембра 2021. у Будимпешти, Италији, Јордану и Абу Дабију.
Иако планирана за новембар 2023, премијера је одложена због штрајка радника Холивуда, након чега је филм премијерно приказан 6. фебруара 2024. у Мексику, након чега је од 1. марта приказиван у биоскопима. Добио је позитивне рецензије критичара и публике. Зарадио је преко 714 милиона долара широм света, оборивши неколико рекорда и прешавши свог претходника по заради. Седми је филм по заради из 2024. године. Био је номинован за пет Оскара, укључујући онај за најбољи филм, а победу је однео у категоријама за најбољи звук и најбоље визуелне ефекте. Наставак, Дина: Трећи део, биће премијерно приказан 2026. године.

## Радња
Након што су Харконени збацили кућу Атреида на Аракису, принцеза Ирулан, ћерка цара-падишаха Шадама IV, тајно уноси у дневник да је Пол Атреид можда још увек жив. На Аракису, Стилгарове трупе Слободњака, укључујући Пола и његову трудну мајку, госпу Џесику, савладавају харконенску патролу. Када Џесика и Пол стигну до Сич Табра, неки Слободњаци сумњају да су њих двоје шпијуни, док Стилгар и други виде знаке пророчанства да ће мајка и син из „спољног света” донети просперитет Аракису.
Стилгар говори Џесики да часна мајка Сич Табра умире и да она мора да је наследи пијући Воду живота — отров фаталан за мушкарце и необучене жене. Џесика преживљава агонију, наслеђујући сећања свих прошлих часних мајки. Вода живота такође прерано буди ум њене нерођене ћерке Алије, дозвољавајући Џесики да комуницира са њом. Њих две се слажу да треба да се фокусирају на убеђивање скептичнијих северњачких Слободњака у пророчанство. Чани и њена пријатељица Шишакли верују да је пророчанство измишљено да би се манипулисало Слободњацима. Међутим, она почиње да поштује Пола након што он изјави да намерава да се бори само заједно са Слободњацима, а не да њима влада.
Пол и Чани се заљубљују док Пол све више прихвата слободњачку културу: учи њихов језик, постаје федајкин борац, јаше пешчаног црва и прикључује се нападима на харконенске сакупљаче презачинске масе. Пол усваја слободњачка имена „Усул” и „Муад’ Диб”. Због разорних слободњачких напада, барон Владимир Харконен замењује свог нећака Глосуа Рабана као владара Аракиса са својим лукавијим, али психотичнијим млађим нећаком, Фејд-Раутом. Госпа Марго Фенринг, Бенегесериткиња, послата је да процени Фејд-Рауту као потенцијалног Квисца Хадераха и да обезбеди његову генетску лозу.
Џесика путује на југ да би се нашла са слободњачким фундаменталистима који верују у пророчанство. Пол остаје на северу, у страху да ће се обистинити његове визије светог рата ако оде на југ као месија. Током још једног напада на сакупљач зачина, Пол се поново среће са Гурнијем Халеком, за кога је мислио да је мртав. Гурни води Пола до скривене залихе атомског оружја куће Атреида. Фејд-Раута покреће разорни напад на северне Слободњаке, укључујући Сич Табр, приморавајући Пола и преживеле да путују на југ. Шишакли остаје и Фејд-Раута је убија. По доласку, Пол пије Воду живота и пада у кому. Ово љути Чени, али је Џесика приморава да помеша своје сузе са течношћу, што успева да га пробуди. Пол сада види кроз простор и време — он сања одраслу Алију крај океана на Аракису и види јединствен пут до победе међу свим могућим будућностима, такође сазнајући да је Џесика баронова ћерка.
Пол се састаје са ратним саветом јужњачких Слободњака, подстичући присутне демонстрирајући своју способност да разазна њихове најдубље мисли. Он се проглашава Лисан ал Гаибом и шаље изазов Шадаму, који стиже на Аракис са Ирулан и Сардукарима. Док Шадам кажњава Харконене због њихових неуспеха, Слободњаци покрећу колосалну офанзиву користећи атомско оружје и пешчане црве да савладају Сардукаре. Пол убија барона и заробљава Шадама и његову пратњу, док Гурни пресреће и убија Рабана у бекству.
Пол изазива Шадама за царски престо и, на Чанину ужаснутост, захтева да се ожени Ирулан. Претходно позване од стране барона, велике куће стижу у орбиту Аракиса. Пол прети да ће уништити поља зачина атомским оружјем ако оне интервенишу. Фејд-Раута се добровољно јавља да буде Шадамов првак, али га Пол убија у двобоју. Ирулан пристаје на Полов захтев за брак под условом да њен отац преживи. Шадам се невољно предаје, клечећи и љубећи Полов прстен са печатом. Када велике куће одбију да признају Полову власт, он наређује Слободњацима да нападну флоту у орбити. Док Стилгар води Слободњаке на заробљене сардукарске бродове, Џесика и Алија размишљају о почетку Половог светог рата. Чани одбија да се поклони Полу и одлази сама на пешчаном црву.

## Улоге
| Глумац           | Улога                   |
| ---------------- | ----------------------- |
| Тимоти Шаламе    | Пол Атреид              |
| Зендеја          | Чани                    |
| Ребека Фергусон  | госпа Џесика            |
| Џош Бролин       | Гурни Халек             |
| Остин Батлер     | Фејд-Раута              |
| Флоренс Пју      | принцеза Ирулан         |
| Дејв Батиста     | Глосу „Звер” Рабан      |
| Кристофер Вокен  | цар Шадам IV            |
| Леа Седу         | госпа Марго Фенринг     |
| Сухеила Јакуб    | Шишакли                 |
| Стелан Скарсгорд | барон Владимир Харконен |
| Шарлот Ремплинг  | Гајус Хелен Мохијам     |
| Хавијер Бардем   | Стилгар                 |
| Анја Тејлор Џој  | Алија Атреид            |